# SAME (traktormärke)

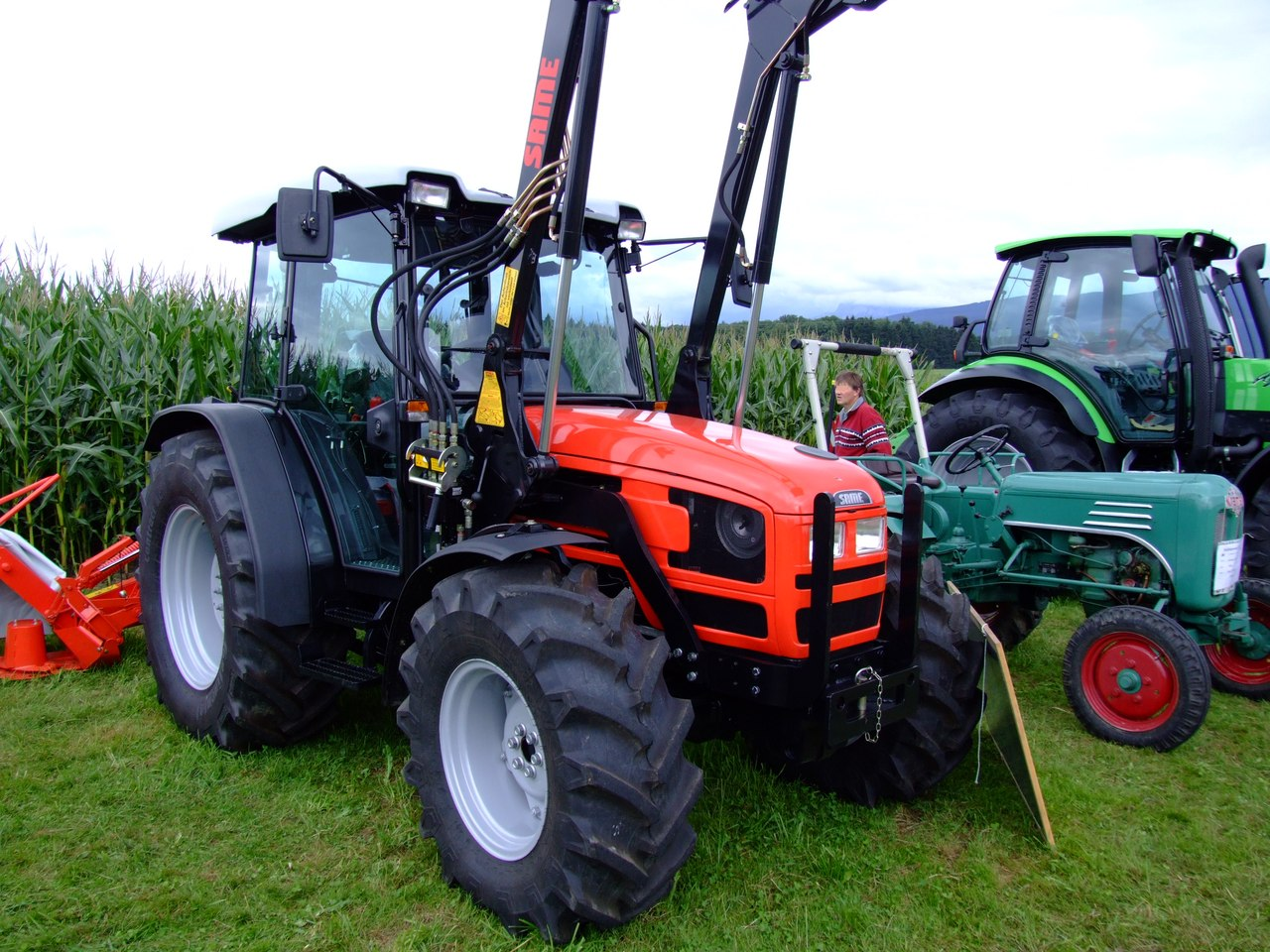
SAME Dorado

SAME (Società Accomandita Motori Endotermici) är en av världens ledande traktortillverkare och den ledande delen i SAME Deutz-Fahr (SDF).

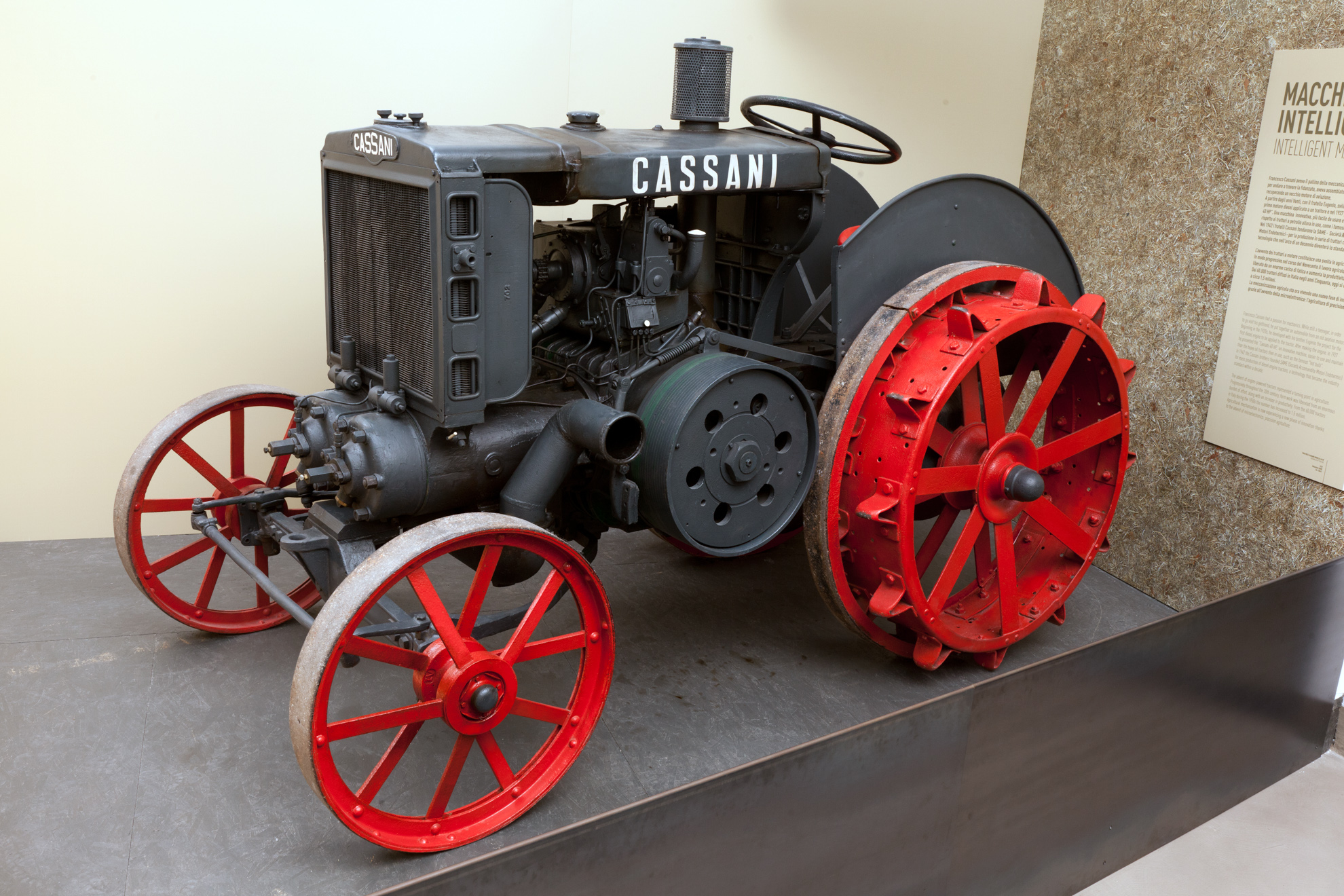
Cassani 40HP, Museo nazionale della scienza e della tecnologia Leonardo da Vinci, Milano.

SAME grundades 1942 av Francesco och Eugenio Cassani i Treviglio. Traktortillverkningen går tillbaka till 1927. 1972 tog man över Lamborghinis traktortillverkning. Same har sedan vuxit genom ytterligare företagsuppköp: Hürlimann (1976) och Deutz-Fahr (1995). Den nya koncernen som skapades 1995 fick namnet SAME Deutz-Fahr (SDF).